# دگرگونی‌های بایسته
دگر گونی‌های بایسته (به لاتین Mutatis mutandis) یک عبارت لاتین قرون وسطایی است که به معنی «با تغییر چیزهایی که باید تغییر کنند» (به انگلیسی: with things changed that should be changed) یا «تغییر آنچه باید تغییر داده شود» یا «پس از ایجاد تغییرات لازم» (به انگلیسی once the necessary changes have been made) است. این اصطلاح لاتین در زبان انگلیسی همچنان عادی نشده باقی مانده‌است و بنابراین معمولاً در نگارش انگلیسی به صورت سبک خوابیده نوشته می‌شود. این عبارت در بسیاری از کشورها برای تصدیق این به کار می‌رود که قیاسی که انجام می‌شود نیاز به تغییرات مشخصی دارد که بدون بیان باقی می‌مانند. این اصطلاح نباید با اصطلاح مشابه در صورت ثابت ماندن بقیه چیزها (به لاتین ceteris paribus) اشتباه گرفته شود، که تغییرات غیر از تغییرات صریح ذکر شده را استثنا می‌کند. عبارت دگر گونی‌های بایسته هنوز هم در متون انگلیسی حقوق، اقتصاد، ریاضیات، زبانشناسی و فلسفه استفاده می‌شود. به‌طور خاص، در منطق، هنگام بحث در مورد شرطی خلاف واقع، به عنوان خلاصه ای برای تمام تغییرات مشتقه که قبلاً بحث شد، با این اصطلاح مواجه می‌شوند.